# Invercauld
L'Invercauld est un bâtiment de 1 100 tonneaux, parti de Melbourne le 21 février 1864 en direction de Valparaiso.

## Naufrage
Le 3 mars 1864, un coup de vent jeta le navire et ses 25 occupants sur les récifs situés au nord de l’île d'Auckland. Dix-neuf rescapés s’y dispersèrent à la recherche de nourriture. Le capitaine Dalgarno, son second et quatre matelots construisirent une pirogue, passèrent le détroit pour rejoindre la colonie d'Enderby. Trois matelots moururent.
Après 12 mois de survie, un brick espagnol en provenance de Chine et en direction du Chili, entra dans la baie où ils se trouvaient pour s’y abriter. Les trois naufragés furent recueillis et conduits à Valparaiso, d’où Dalgarno retourna en Angleterre.
Deux mois auparavant le naufrage de l'Invercauld, au sud de l'île s'était échoué le Grafton et 5 naufragés avaient atteint l'île. Les deux groupes d'hommes ne se rencontrèrent cependant jamais.